# Persone di cognome Álvarez
| Questa pagina contiene informazioni ricavate automaticamente dalle voci biografiche con l'ausilio del template Bio e di un bot. L'aggiornamento è periodico e automatico e ricostruisce completamente la pagina. Se manca una persona in questa lista, sei pregato di non aggiungerla, ma accertati piuttosto che la sua voce biografica contenga il template Bio e che i dati anagrafici siano correttamente compilati. Se il template Bio manca, inseriscilo tu stesso o, in alternativa, metti l'avviso {{tmp\|Bio}} che ne segnala la mancanza. Se i dati riportati sono sbagliati, correggi direttamente la voce biografica; le modifiche saranno visibili in questa lista entro pochi giorni. Per chiarimenti vedi il progetto biografie. La lista contiene solo le 43 persone che sono citate nell'enciclopedia e per le quali è stato implementato correttamente il template Bio. Pagina aggiornata al 3 nov 2022. |

Questa è una lista di persone presenti nell'enciclopedia che hanno il cognome Álvarez, suddivise per attività principale.

## Allenatori di calcio
- Gustavo Álvarez, allenatore di calcio e calciatore argentino (Haedo, n.1972)

## Attori
- Marcial Álvarez, attore spagnolo (Madrid, n.1966)
- Ángel Álvarez, attore spagnolo (Madrid, n.1906 - Madrid, † 1983)

## Calciatori
- Braian Álvarez, calciatore argentino (Mar del Plata, n.1997)
- Cristian Darío Álvarez, calciatore argentino (General Lagos, n.1985)
- Cristian Osvaldo Álvarez, ex calciatore argentino (Buenos Aires, n.1978)
- Cristián Álvarez, ex calciatore cileno (Curicó, n.1980)
- Cristián Marcelo Álvarez, calciatore argentino (Trenque Lauquen, n.1992)
- Damián Álvarez, ex calciatore argentino (Morón, n.1979)
- Efraín Álvarez, calciatore statunitense (Los Angeles, n.2002)
- Eliseo Álvarez, calciatore uruguaiano (Salta, n.1940 - Montevideo, † 1999)
- Emilio Walter Álvarez, calciatore uruguaiano (Montevideo, n.1939 - Montevideo, † 2010)
- Esteban Álvarez, calciatore uruguaiano
- Fabio Álvarez, calciatore argentino (Córdoba, n.1993)
- Federico Álvarez, calciatore argentino (Córdoba, n.1994)
- Gilbert Álvarez, calciatore boliviano (n.1992)
- Juan Pablo Álvarez, calciatore argentino (Tandil, n.1996)
- Julián Álvarez, calciatore argentino (Calchín, n.2000)
- Kristian Álvarez, calciatore messicano (Zapotlanejo, n.1992)
- Leandro Álvarez, ex calciatore argentino (Buenos Aires, n.1981)
- Mainor Álvarez, calciatore costaricano (n.1989)
- Manuel Álvarez, calciatore cileno (n.1928 - † 1998)
- Marcos Álvarez, calciatore tedesco (Gelnhausen, n.1991)
- Milton Álvarez, calciatore argentino (Munro, n.1989)
- Ricardo Álvarez, ex calciatore argentino (Buenos Aires, n.1988)
- Ricardo Rodríguez Álvarez, calciatore spagnolo (León, n.1918 - León, † 1980)
- Rolando Álvarez, ex calciatore venezuelano (Valera, n.1975)

## Cestisti
- Demián Álvarez, cestista uruguaiano (Soriano, n.1984)
- Eddie Álvarez, ex cestista portoricano (n.1930)
- Bobby Álvarez, ex cestista portoricano (San Juan, n.1955)

## Fisici
- Luis Álvarez, fisico statunitense (San Francisco, n.1911 - Berkeley, † 1988)

## Generali
- Mariano Álvarez, generale e politico filippino (Noveleta, n.1818 - Cavite, † 1924)

## Geologi
- Walter Álvarez, geologo e archeologo statunitense (Berkeley, n.1940)

## Giocatori di baseball
- Lázaro Vargas Alverez, giocatore di baseball cubano (n.1964)
- Yordan Álvarez, giocatore di baseball cubano (Victoria de Las Tunas, n.1997)

## Giocatori di calcio a 5
- Ramón Álvarez, giocatore di calcio a 5 argentino (n.1966)

## Mistici
- Baltasar Álvarez, mistico spagnolo (Cervera, n.1533 - Belmonte, † 1580)

## Poeti
- Francisco Álvarez, poeta portoricano (Manatí, n.1847 - Manatí, † 1881)

## Registi
- Fede Álvarez, regista, sceneggiatore e produttore cinematografico uruguaiano (Montevideo, n.1978)

## Tennisti
- Lito Álvarez, ex tennista argentino (Buenos Aires, n.1947)
- Emilio Benfele Álvarez, ex tennista spagnolo (Figueres, n.1972)

## Tenori
- Marcelo Álvarez, tenore argentino (Córdoba, n.1962)

## Teologi
- Diego Álvarez, teologo e arcivescovo cattolico spagnolo (Medina de Rioseco, n.1555 - Trani, † 1632)